# Gargara discrepans
Gargara discrepans är en insektsart som beskrevs av Goding 1930. Gargara discrepans ingår i släktet Gargara och familjen hornstritar. Inga underarter finns listade i Catalogue of Life.